# Commenda della Magione

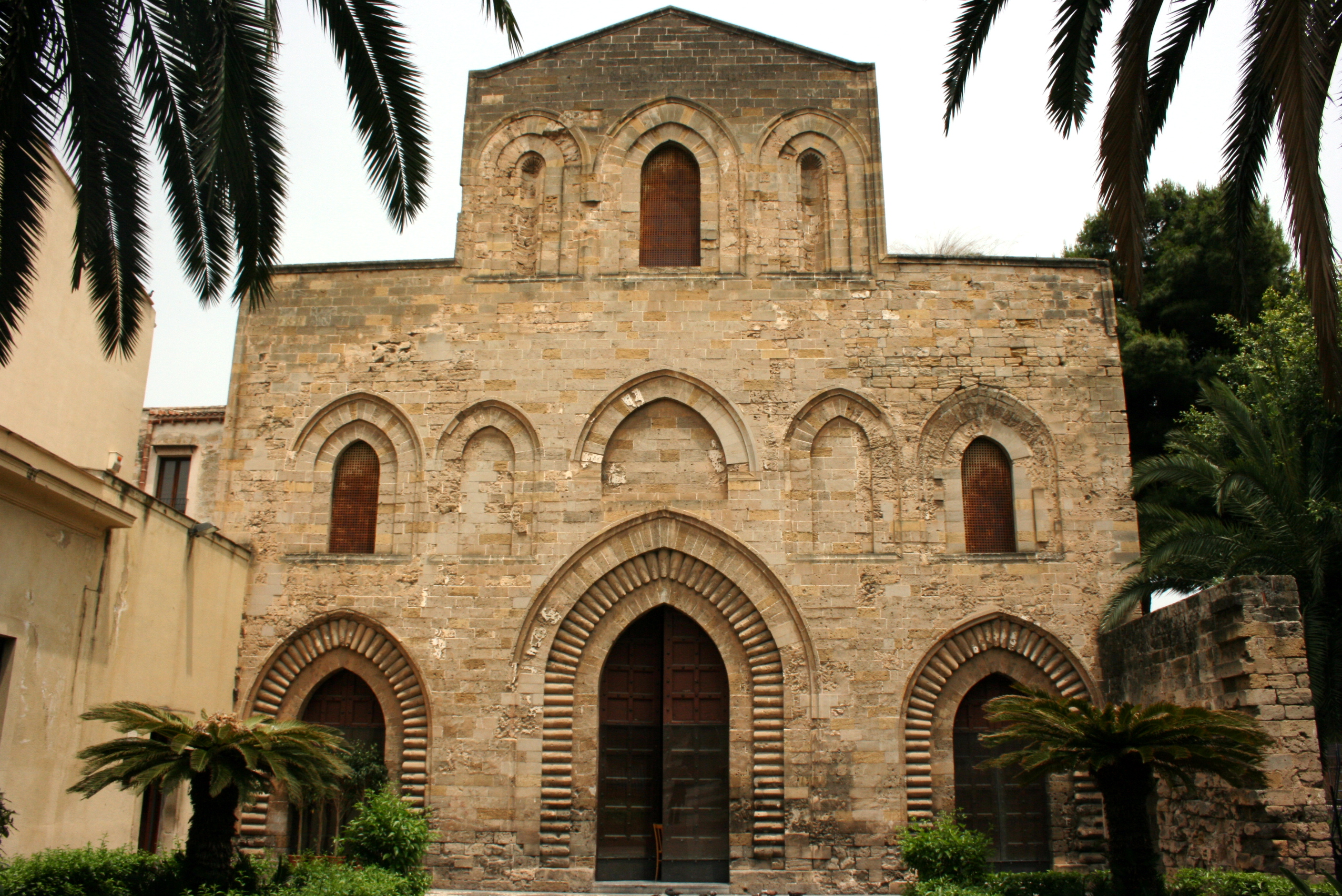
Chiesa della Magione

La Commenda della Magione era un'organizzazione ecclesiastica fondata a Palermo intorno alla metà del 1100 dal gran cancelliere conte Matteo Aiello (o da Salerno) durante il regno di Guglielmo I detto il Malo re di Sicilia (1120-1166), sotto il titolo di monastero cistercense o chiesa della Ss. Trinità del Cancelliere. La commenda era l'assegnazione di una rendita o fondo appartenente ad un ordine cavalleresco religioso ad un suo membro: Matteo Aiello ottenne e riorganizzò come cancelliere la Chiesa della Magione e gli uniti possedimenti, avendo anche giurisdizione su tutte le case o mansiones ricevute nel tempo nell'isola. L'istituzione si arricchì notevolmente negli anni, amministrando beni e gestendo elargizioni regali e donazioni private.

## Storia
L'anno esatto di costituzione è incerto ma, risulta testimoniato come il fondatore fosse operante già nel dicembre 1154 nella cancelleria normanna del regno (Guillelmi I regis diplomata).  Alcune fonti sostengono che cofondatore insieme a Matteo Aiello sia Tancredi di Sicilia conte di Lecce (1138-1194), che si era proclamato re di Sicilia durante gli incerti anni 1189-1193, dopo la morte di Guglielmo II re di Sicilia (r. 1166-1189). Nel corso dei regni dei due Guglielmi e fino al 1193, il complesso monastico della Commenda fu amministrato dai monaci cistercensi. I due re arricchirono l'ordine con alcuni casali, terre e del diritto sulle decime dei raccolti. Il casale più imponete fu quello chiamato “Risalaimi” ubicato vicino alla cittadina di Misilmeri in provincia di Palermo.
Dopo la morte di Tancredi, Enrico VI Hohenstaufen arrivò nell'Isola e fu incoronato re di Sicilia insieme a Costanza d'Altavilla nella notte di Natale 1194. Tolse l'amministrazione della Commenda ai cistercensi che avevano appoggiato Tancredi e con regio privilegio l'assegnò all'ordine Teutonico “ordo hospitalis Sanctae Mariae theutonicorum Jerusalem” a cui lo stesso imperatore apparteneva. Fu subito esentato dalle gabelle, mentre il figlio Federico II di Svevia, con proprio privilegio del 1221, donò la casa e l'ospedale di San Giovanni dei Lebbrosi di Palermo con tutti i suoi beni annessi.
Per trecento anni, il nuovo ordine attraverso un precettore generale amministrò i beni, accorpando sempre nuove elargizioni e donazioni, ed accumulando immense ricchezze. Nella città di Palermo, disponeva di due mulini, di terreni vastissimi, amministrazione di centinaia di case, di impianti di irrigazione da cui riscuoteva gli affitti e notevoli guadagni (tutte le acque correnti dall'acqua di Maredolce al “pertuso”, chiamate “le acque del pertuso). In tutta la Sicilia furono accorpati sotto la sua dipendenza molti altri possedimenti o istituti, come le Commende gerosolimitane, le abbazie di Parco e Partinico, le baronie di Prizzi e Palazzo Adriano, le dipendenze di Alia e Bisacquino, le tenute reali di Ficuzza e Boccadifalco. Ma tra tutte, quella più importante, l'unione dei beni appartenuti al Gran Priorato di Messina. 
L'ultimo precettore dell'ordine teutonico fu Enrico Oemeister, il quale nel 1492 fu accusato di malversazione da Guglielmo Verblinguen (anch'egli membro dell'ordine teutonico, miles e revisore in Sicilia su incarico del gran maestro dell'ordine) Il precettore si rifiutò di ricevere la visita e il Verblinguen chiese al re di Sicilia Ferdinando d'Aragona di intervenire. Il re assecondò la richiesta ed Enrico Oemeister trovandosi in serie difficoltà rassegnò le dimissioni nella persona del pontefice Innocenzo VIII (1432-1492). Il papa approfittò dell'occasione e con disappunto del gran magistero dell'Ordine, allontanò dalla Magione i cavalieri teutonici, affidando l'amministrazione all'abate commendatario Cardinale Rodrigo Borgia. Costui divenuto papa col nome di Alessandro VI nominò precettore commendatario il cardinale Federigo Sanseverino che rifiutò. Quindi con Bolla del 1495 elesse Alfonso d'Aragona già vescovo di Cesaraugusta (Saragozza, Spagna), figlio naturale dell'allora re Ferdinando d'Aragona e di Sicilia. Rimostranze arrivarono dall'ordine teutonico alla persona del re da parte del suo membro incaricato Adolfo Gerolzegh che chiedeva che la magione ritornasse ai suoi originari proprietari. Nella suprema aula della città di Madrid nella seduta del 26 maggio 1496, udite le parti si decise in favore di Alfonso, ove prevalsero le concessioni fatte in precedenza dal papa. Le proteste non cessarono e sulle nuove querele, sua maestà Ferdinando il 9 gennaio 1498 decise di assegnare all'ordine cavalleresco una pensione di 100 scudi d'oro, con il diritto di restituzione della commenda alla morte del vescovo. Alfonso incassava in Sicilia ingenti somme di denaro provenienti dalle ricche rendite della magione e dall'amministrazione del feudo di Monreale elargito da papa Giulio II. Alla sua morte avvenuta il 20 febbraio 1520, re Carlo V con conferma papale, rivendicò la commenda come patrimonio regio e dispose della magione in favore di Geronimo di Valenza.    
Per avere un’idea approssimativa sul ricavo annuale della commenda si consideri che, papa Urbano VIII (1568-1644) il 3 aprile 1626 concede solo una piccola parte di tali guadagni a “Tommaso Doria, figlio di Carlo Doria duca di Tursi e nipote di Giannettino Doria cardinale prete del titolo di San Pietro in Montorio, la pensione annua di tremilatrecento ducati d'oro sulla commenda della Magione di Palermo concessa a vita per diritto di patronato regio da re Filippo IV d'Asburgo allo zio cardinale, e ordina all'uditore generale della curia causarum della Camera apostolica e all'arcidiacono della chiesa palermitana di procedere a tale assegnazione”.

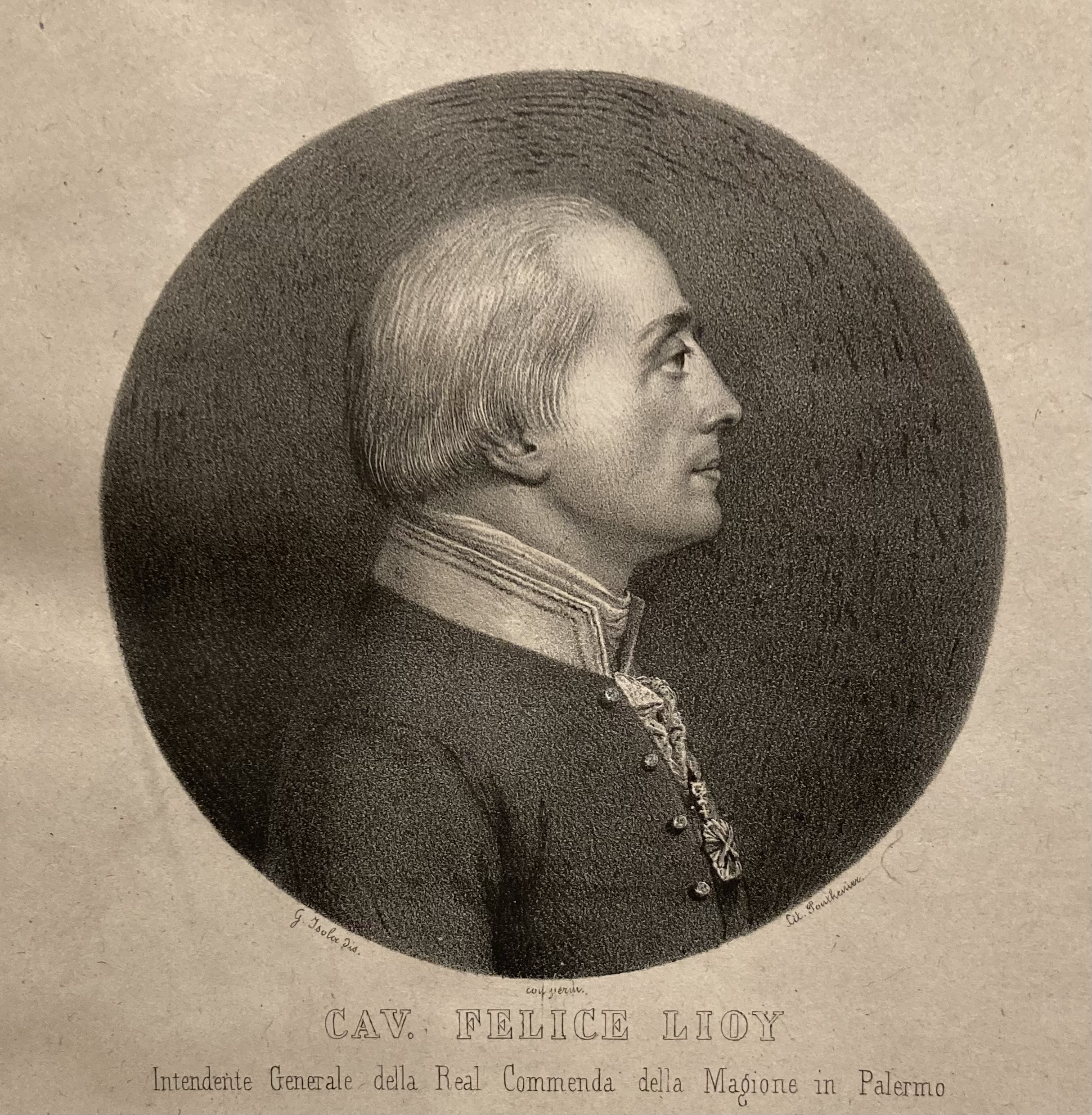
Felice Lioy

Per i successivi tre secoli, la Commenda della Magione fu amministrata da 16 abati commendatari, ovvero un ecclesiastico (o un laico in rari casi) che percepivano gli inesauribili redditi, l'ultimo fu il cardinale palermitano Don Antonio Branciforti dei Principi di Scordia, Vescovo di Girgenti (l'odierna Agrigento) nominato nel gennaio del 1776. La carica dava posto come pari nel braccio ecclesiastico del Parlamento siciliano, entrando subito dopo gli arcivescovi, i vescovi e l'archimandrita di Messina. 
Il 30 maggio 1787 con real dispaccio, Ferdinando IV di Borbone re di Napoli, accorpò il complesso amministrativo al Sacro Militare Ordine Costantiniano di San Giorgio, nominando intendente generale della Commenda il Cavalier Felice Lioy (già cavaliere costantiniano), avvocato fiscale don Donato Tommasi (allievo di Paolo Balsamo) ed abate commendatario il figlio infante Gennaro di Borbone-Due Sicilie (morto nel 1789 a 9 anni), quindi la carica passò all'altro fratello Leopoldo di Borbone-Due Sicilie principe di Salerno (1790-1851) ed infine allo zio di quest'ultimo Leopoldo di Borbone-Due Sicilie conte di Siracusa (1813-1860). Al cavalier Felice Lioy successe col titolo di regio amministratore dei beni di Magione, Ficuzza e suoi aggregati il marchese delle Favare don Giuseppe Ugo, il quale nel 1833 fu accusato di malversazione e dovette difendersi davanti la Gran Corte dei Conti di Napoli.
Con l'unità d'Italia, la Commenda della Magione di Palermo transitò nei beni dello Stato Sabaudo, fu sciolta in forza del Regio Decreto n.997 del 16 novembre 1862. Ed infine soppressa definitivamente nel 1891 dal Ministero delle Finanze e da quello dell'Interno con proprie note e disposizioni, depositando tutto l'archivio documentario nel costituito archivio di stato di Palermo.

## Beni e amministrazioni della Commenda della Magione di Palermo
- Amministrazione del feudo e chiesa di Margana a Prizzi (PA).
- Terre di Girgenti, acqua della Sabucia.
- Ipogeo della Gurfa, Alia (PA).[22]

- Casale fortificato e feudo di Meselarmet (Salemi TP).[23]
- Mulini a Palermo, in c.da San Giovanni de' Leprosi, Scaffa e Surci.

- Chiesa di San Leonardo e Santa Elisabetta ad Avola e SS. Trinità a Polizzi.
- Chiesa di Santa Maria d'Alemanna nel castello di Geraci (PA).

- Terre di Lentini, Borgesia e Roccabianca.

- Feudo di Sant'Andrea e chiesa di Maria SS. dei Miracoli in Castronovo, Castronovo di Sicilia (PA).
- Ex feudo di Gibilcanna, Chiusa Sclafani (PA).

- Territorio di Falsomiele e Santa Maria di Gesù (PA).

- Feudo e chiesa di Sant'Elisabetta in Corleone (PA).
- Beni in Malaspina, Terre Rosse e Colli (PA).

- Beni urbani in Troina (PA).

- Terre nel feudo dell'Allegranza in c.da San Giovanni de' Leprosi (PA).

- Terre e censi nella c.da Mangifaraci a Favara (AG).

- Feudo Canzaria e chiesa della SS. Trinità in Noto (CT).

- Censi per le terre a Montepellegrino (PA).

- Tenute in Pagliara e Pagliarizzi in Troina (PA).

- Gebelle sulle terre di Musica d'Orfeo e Torrelunga (PA).

- Feudo di Rebuttone (PA).
- Ex feudo San Lio di Lentini (SR).

- Territorio della Xilata nel feudo Allegranza, Trabia (PA).

- Chiesa di S. Margherita di Sciacca e S. Maria degli Alemanni in Messina.

- Feudi di Gibilmanna, Montagnola di Calatrasi e atti di Cannavata in territorio di Monreale (PA).

- Concessioni enfiteutiche dei feudi Monaci, Molara, Giardino Soprano e Sottano (Baronia di Prizzi).

- Fosse di neve ne' feudi Lupo, Ficuzza e Cappelliere dell'azienda di Morreale (PA).

- Ospedale del Monte di Pietà di Sciacca (AG).

- Abbazia di Parco (Altofonte) e Partinico (PA) dal 1799.

- Feudo del Parco Vecchio in Partinico (PA).

- Concessioni di terre nei feudi della Falconeria, Comuni e Cannavata in Partinico (PA).

- Feudo Rabitalà (Rapitalà), (PA).

- Madrice Chiesa di Partinico (PA).

- Concessioni di beni nei feudi Giannella e S. Leonardo in Partinico (PA).

- Feudi di Falconeria e Margi, Sala di Partinico (PA).

- Amministrazione del Forno o pubblico panizzo (zagato) di Partinico (PA).

- Acqua di Mirto in Partinico (PA).

- Censi in Noto e Siracusa e chiesa di S. Giovanni in Girgenti (AG).

- Commenda di S. Giovanni di Rodi in Marsala (TP).

- Commenda Borea di Siracusa.

- Commenda di S. Maria Maddalena in Girgenti.

- Commenda di Piazza (Armerina) (EN).

- Cappella di S. Eustachio dentro la Matrice Chiesa di Piazza (Armerina) (EN).

- Commenda di S. Stefano Protomartire detta Schittini dentro la chiesa della Commenda di S. Giovanni La Guilla di Palermo.

- Commenda di S. Maria in Mazzara (TP).

- Commenda di Ragusa e Vizzini (RG).

- Casale di Castania, Castell'Umberto (ME).

- Commenda di S. Giovanni di Flori in Catania.

- Feudo Milici in Castroreale (ME).

- Beni priorato di S. Giovanni Battista di Taormina (ME).

- Feudo Scattino di Messina.

- Commenda di Caltagirone (PA).

- Commenda di S. Maria del Cannitello (ME)[24].

- Commenda di S. Maria del Tempio in Caltagirone (PA).

- Commenda Saracena in Caltagirone (PA).

- Commenda e Camera Priorale di Lentini (CT).

- Chiesa di Santa Barbara nel castello di Paternò.

- Ex feudo di Gibilmanna, di S. Nicolò Soprano e di Montescuro (PA).

- Amministrazione della dipendenza e del Real Podere di Partinico, molini, Real Casino, S. Maria del Ponte (PA).

- Chiese filiali di Regio Patronato.

- Case in affitto e chiesa di S. Anna la Misericordia (PA).

- Ficuzza, boschi, molini, gabelle, cappella reale, casino reale, elemosine, censi passivi, chiesa del SS. Crocifisso in Marineo.

- Amministrazione del macello di Partinico (PA).
- Contea di Mascali (CT).
- Chiese della Madonna delle Grazie di rito greco e della Vergine del Carmelo di rito latino a Palazzo Adriano (PA).
- Badia di Casamare a Prizzi (PA).
- Chiesa di Santa Margherita nella città di Sciacca (AG).

## Precettori dell'Ordine Teutonico amministratori della Commenda della Magione di Palermo[25]
- Abbate Ludovico (ex cictercense), 1194.
- Fratello Gerardo maestro e rettore, 1202.
- F. Iordanus, maestro dell'Ordine dell'ospedale di Santa Maria dei Teutonici di Gerusalemme in Sicilia, 1212.
- F. Teodorico, precettore delle case dell'Ordine in Sicilia, 1215.
- Maestro Ermanno, 1221.
- F. Corrado, precettore della Santa Trinità dei Teutonici di Palermo, 1225, 1231-1236.
- F. Enrico di Taranto, 1235.
- Confratelli Deatricus e Federicus, Matteo de Caserta e Barone, 1237.
- F. Joannes Colb, 1239.
- F. Dyatricus, precettore della casa della Santa Trinità dei Teutonici di Palermo, 1243.
- F. Radulfus, maestro dell'Ordine dell'ospedale di Santa Maria dei Teutonici di Gerusalemme in Sicilia, 1256.
- F. Todinus de Mittelburg, precettore dell'Ordine dell'ospedale di Santa Maria dei Teutonici in Sicilia, 1248-1260.
- F. Terrinus, precettore della Santa Trinità dei Teutonici di Palermo, dell'ordine dell'ospedale di Santa Maria dei Teutonici di Gerusalemme in Sicilia, 1257.
- F. Giovanni de Walheon (o de Guallechorn), precettore dell'Ordine dell'ospedale di Santa Maria dei Teutonici di Gerusalemme in Sicilia, 1260-1262.
- F. Terrinus de Fafinhouyn, precettore della Santa Trinità dei Teutonici di Palermo, 1265-1266.
- F. Sas Haurin, 1266.
- F. Theodinus, precettore dell'Ordine dell'ospedale di Santa Maria dei Teutonici di Gerusalemme in Sicilia, 1267.
- F. Florencius de Hallanda (o Cholanta) precettore dell'Ordine dell'ospedale di Santa Maria dei Teutonici di Gerusalemme, 1269 1270.
- F. Nicolaus de Tuynto, precettore generale dell'Ordine dell'ospedale di Santa Maria dei Teutonici di Gerusalemme in Sicilia e in Calabria, 1281.
- F. Tericus de Bola, precettore generale dell'Ordine dell'ospedale di Santa Maria dei Teutonici di Gerusalemme in Sicilia e in Calabria, 1284-1285, 1287.
- F. Giovanni de Gerlando, precettore ed economo dei beni della chiesa di Santa Maria dei Teutonici di Gerusalemme, 1285.
- F. Enrico de Bolandia (o Theodericus de Bolay), precettore generale dell'Ordine dell'ospedale di Santa Maria dei Teutonici di Gerusalemme in Sicilia e in Calabria, 1289-1290, 1299.
- F. Enrico de Mes de Loren, precettore generale dell'Ordine dell'ospedale di Santa Maria dei Teutonici di Gerusalemme in Sicilia. 1291.
- F. Enricus de Tyrbach (o Tyrbath), precettore generale dell'Ordine dell'ospedale di Santa Maria dei Teutonici di Gerusalemme in Sicilia, 1292.
- F. Sybectus o Siboctus, precettore della Santa Trinità dei Teutonici di Palermo, 1295.
- F. Aymericus de Vernacia, viceprecettore generale dell'Ordine dell'ospedale di Santa Maria dei Teutonici di Gerusalemme in Sicilia e in Calabria, 1299.
- F. Guglielmus de Lininingen, 1299.
- F. Brucardus de Asumbulcro (de Hasemburch, o Chasumburch), precettore generale dell'Ordine dell'ospedale di Santa Maria dei Teutonici di Gerusalemme in Sicilia, 1301-1307.
- F. Guglielmus, 1302.
- F. Robertus de Precina, 1304.
- F. Guglielmo de Linthinich, gran precettore dell'Ordine dell'ospedale di Santa Maria dei Teutonici di Gerusalemme in Sicilia, 1308, 1310.
- F. Nicola de Benedicto, procuratore generale dell'Ordine dell'ospedale di Santa Maria dei Teutonici di Gerusalemme in Sicilia, 1310.
- F. Bucardus de Argentena syndicus, yconomus e procuratore generale della Santa Trinità di Palermo, 1314, 1317.
- F. Federico de Vildenberth, (o Windenberth, o Vualdenberth), gran precettore dell'Ordine dell'ospedale di Santa Maria dei Teutonici di Gerusalemme in Sicilia, 1312, 1315-1320.
- F. Guglielmo de Kuc (de Cuccu), provinciale generale, procuratore e precettore dell'Ordine dell'ospedale di Santa Maria dei Teutonici di Gerusalemme in tutta la Sicilia, 1322-1323, 1326-1327.
- F. Henricus de Mesem, 1324.
- F. Adinolfus de Molenherthen, della comunità dell'Ordine in Sicilia, 1329.
- F. Corrado de Bacileo, 1330.
- F. Tomasius de Trips (de Tirpe), gran precettore dell'Ordine dell'ospedale di Santa Maria dei Teutonici di Gerusalemme in Sicilia e in Erminia, 1336 1337
- F. Guglielmo de Linthinich, gran precettore dell'Ordine dell'ospedale di Santa Maria dei Teutonici di Gerusalemme in Sicilia, 1338.
- F. Giovanni de Colonia, sindicus dell'Ordine dell'ospedale di Santa Maria dei Teutonici di Gerusalemme in Sicilia, 1344.
- F. Giovanni de Bugberg (de Bugherg), precettore dell'Ordine dell'ospedale di Santa Maria dei Teutonici di Gerusalemme in Sicilia,1345-1346.
- F. Marcus de Amico, sindicus e procuratore del monastero della Santa Trinità dei Teutonici di Palermo,1349.
- F. Joannes Giovanni de Minnimberk (de Mingimberk), procuratore generale e gran precettore dell'Ordine dell'ospedale di Santa Maria dei Teutonici di Gerusalemme in Sicilia, 1349-1351.
- F. Joannes de Busdal, 1349.
- F. Henricus, 1351.
- F. Hermannus Rays, luogotenente del gran precettore dell'Ordine dell'ospedale di Santa Maria dei Teutonici di Gerusalemme in Sicilia, 1352-1353.
- F. Ulricus de Smalesten (de Omalesten), provinciale e gran precettore dell'Ordine dell'ospedale di Santa Maria dei Teutonici di Gerusalemme in Puglia e in Sicilia, 1367, 1373-1383.
- F. Elmericus de Dipach, luogotenente dello stesso Ordine in Sicilia, 1367.
- F. Guglielmus de Bruchusen, 1367.
- F. Corrado de Liegi, gran precettore e provinciale dell'Ordine dell'ospedale di Santa Maria dei Teutonici di Gerusalemme in Sicilia, 1384-1387.
- F. Savaricus de Vienen, gran precettore e provinciale dell'Ordine dell'ospedale di Santa Maria dei Teutonici di Gerusalemme in Sicilia, 1389.
- F. Syfridus de Wenighen (de Wemghen), gran precettore e provinciale dell'Ordine dell'ospedale di Santa Maria dei Teutonici di Gerusalemme in Sicilia, 1390.
- F. Federicus de Buthberch. 1393.
- F. Nicolaus de Austria, 1399.
- F. Goduinus Hosentim, 1403.
- Federicus de Kirpergh, (o Kirchperch, o Kirchbergh), gran precettore e provinciale dell'Ordine dell'ospedale di Santa Maria dei Teutonici di Gerusalemme in Sicilia, 1393, 1409.
- F. Friedericus de Herburch, 1408.
- F. Pietro de Brimal (de Brimis), luogotenente generale dell'Ordine dell'ospedale di Santa Maria dei Teutonici di Gerusalemme in Sicilia, 1416.
- F. Federico de Bechemer (de Bechomer), gran precettore e provinciale dell'Ordine dell'ospedale di Santa Maria dei Teutonici di Gerusalemme in Sicilia, 1416.
- F. Giorgius de Guelvelt, gran precettore della Santa Trinità di Palermo e provinciale dell'Ordine dell'ospedale di Santa Maria dei Teutonici di Gerusalemme in Sicilia, 1423.
- F. Michael Desceniem, luogotenente generale dell'Ordine dell'ospedale di Santa Maria dei Teutonici di Gerusalemme in Sicilia, 1422-1423.
- F. Federico de Hirperch, luogotenente generale dell'Ordine dell'ospedale di Santa Maria dei Teutonici di Gerusalemme in Sicilia, 1425.
- F. Corrado Link, luogotenente della Santa Trinità dei Teutonici di Palermo, 1427.
- F. Michele de Steyrer, luogotenente generale dell'Ordine dell'ospedale di Santa Maria dei Teutonici di Gerusalemme nel regno di Sicilia, 1429.
- F. Enrico de Guindeluen, gran precettore dell'Ordine nel regno di Sicilia, 1431.
- F. Joannes Flelius, gran precettore della Santa Trinità di Palermo dell'Ordine dell'ospedale di Santa Maria dei Teutonici di Gerusalemme, 1435.
- F. Ortolfus Zugenrunt, provinciale dell'Ordine dell'ospedale di Santa Maria dei Teutonici di Gerusalemme in Sicilia, 1436.
- F. Joannes Colos, 1439.
- F. Andrea de Firrerio, procuratore della Santa Trinità dei Teutonici di Palermo, 1438-1439.
- F. Stefano Seguenstot, luogotenente della Santa Trinità di Palermo dell'Ordine dell'ospedale di Santa Maria dei Teutonici di Gerusalemme, 1441.
- F. Guglielmus Beem (Beliam), precettore della Santa Trinità dei Teutonici di Palermo e provinciale generale dell'Ordine dell'ospedale di Santa Maria dei Teutonici di Gerusalemme in Sicilia, 1442.
- F. Guglielmo de Rostellis, luogotenente della Santa Trinità dei Teutonici di Palermo, 1447.
- F. Henricus Maysprung, 1455.
- F. Enrico Homester (o Oemeister, Hoemeister), commendatore de la Maysone di Palermo, 1492.

## Commendatari della Commenda della Magione di Palermo
- Rodrigo Borgia S.R.E. Cardinalis, 1492.
- Alfonso d'Aragona, 1495.
- Hieronymus Carroz Valentinus, 1522.
- Hieronymus Bononi, 1559.
- Giovanni Bazera, 1562.
- Simone Tagliavia d'Aragona S.R.E. Cardinalis, 1578.
- Ludovico Madruzio S.R.E. Cardinalis, 1597.
- Giannettino Doria S.R.E. Cardinalis, 1601.
- Tommaso Doria, 1643.
- Giovanni d'Austria, 1644-1650.
- Carlo Pio di Savoia S.R.E. Cardinalis, 1681.
- Carolus Lotharingius, 1689.
- Don Giovanni Branciforti, morto il 19 gennaio 1746.
- Don Antonio Branciforti dei Principi di Scordia, 1776.
- Gennaro di Borbone Due Sicilie (1789-1798).
- Leopoldo di Borbone Due Sicilie, principe di Salerno (1790-1851).
- Leopoldo di Borbone-Due Sicilie conte di Siracusa (1813-1860).